# Paul Nau
Paul Nau est un prêtre, bénédictin et théologien français né le 12 avril 1901 à Nantes et mort le 28 mars 1984 à l'abbaye Saint-Pierre de Solesmes.

## Biographie
Fils de l'architecte Joseph Nau et cousin germain de Daniel Joëssel, il suit ses études de théologie au grand séminaire de Nantes et au Séminaire français de Rome. En 1926, il est ordonné prêtre et, après avoir obtenu son doctorat, enseigne la théologie au Collège des Jésuites de Nantes. Il rejoint la congrégation des Missionnaires diocésains de l'Immaculée Conception en 1930 puis la Congrégation bénédictine de Solesmes en 1941, où il enseigne la théologie sacramentelle de 1945 à 1970.
Au nom de Dom Jean Prou, abbé de Solesmes, il prend part au Concile Vatican II. Il travaille pour le Coetus Internationalis Patrum. De 1963 à 1980, il est supérieur des Sœurs Bénédictines d'Argentan. À partir de 1971, il est le directeur spirituel de la Fédération Notre-Dame de la Paix.
Il contribue à la revue La Pensée catholique et lance la série Les enseignements pontificaux, qui paraît en 17 tomes.

## Publications
- Le magistère pontifical ordinaire, lieu théologique. In: RThom 3 (1956) 389–412
- Le mystère du corps et du sang du Seigneur: la messe d’après Saint Thomas d'Aquin, son rite d'après Phistoire. Sablé-sur-Sarthe, 1976.
- Les enseignements pontificaux. 17 tomes. Tournai, Desclée, 1953–1968.

## Sources
- F. Gautier: Dom Paul Nau (1901–1984): Lettre aux amis de Solesmes, 1985-2, 4–23
- Philippe J. Roy, "Nau". In: Michael Quisinsky/Peter Walter, Personenlexikon zum Zweiten Vatikanischen Konzil. Herder, Freiburg 2012  (ISBN 978-3-451-30330-2), S. 198.